# カジュアルレストラン
カジュアルレストランとは、レストランの業態の一種。統計上はディナーレストランやファミリーレストランと区別される。なお、本項では北米などのカジュアルダイニングレストラン（casual dining restaurant）についても述べる。

## 日本での業態
農林水産省「外食産業に関する基本調査結果」の業態区分では、来客1人あたりの消費金額が1500円以上2000円未満で料理提供時間がおおよそ3分から10分のものをいうと定義されて700円以上1500円未満のファミリーレストランとは区別されている。
なお、旧商業統計には、ファミリーレストランの定義について客単価が500円～2000円、料理提供時間が3分以上で、客席は80席以上あることという定義があった。旧商業統計の分類によるとファミリーレストランは客単価はディナーレストランよりも低いがファーストフードよりは高く、ファーストフードよりも料理提供時間が長いものをいい、ファミリーレストランはカジュアルレストランとほぼ同じものとなる。

## 北米での業態

### 業態区分
ファーストフードにおけるレストランをクイックサービスレストラン、フォーマルな形式のレストランをダイニングレストランといい、その中間的な形態を英語でカジュアルダイニングレストランという。北米ではカジュアルダイニングレストランはクイックサービスレストランとともに特に人気がある。